# Mamie Eisenhower
Mamie Geneva Doud-Eisenhower (Iowa, 14. studenog 1896. – Washington D.C., 1. studenog 1979.) je bila supruga 34. američkog predsjednika Dwighta D. Eisenhowera od 20. siječnja 1953. do 20. siječnja 1961.